# NGC 2712
NGC 2712 é uma galáxia espiral barrada (SBb) localizada na direcção da constelação de Lynx. Possui uma declinação de +44° 54' 50" e uma ascensão recta de 8 horas, 59 minutos e 30,6 segundos.
A galáxia NGC 2712 foi descoberta em 19 de Março de 1828 por John Herschel.